# Pascal Broulis

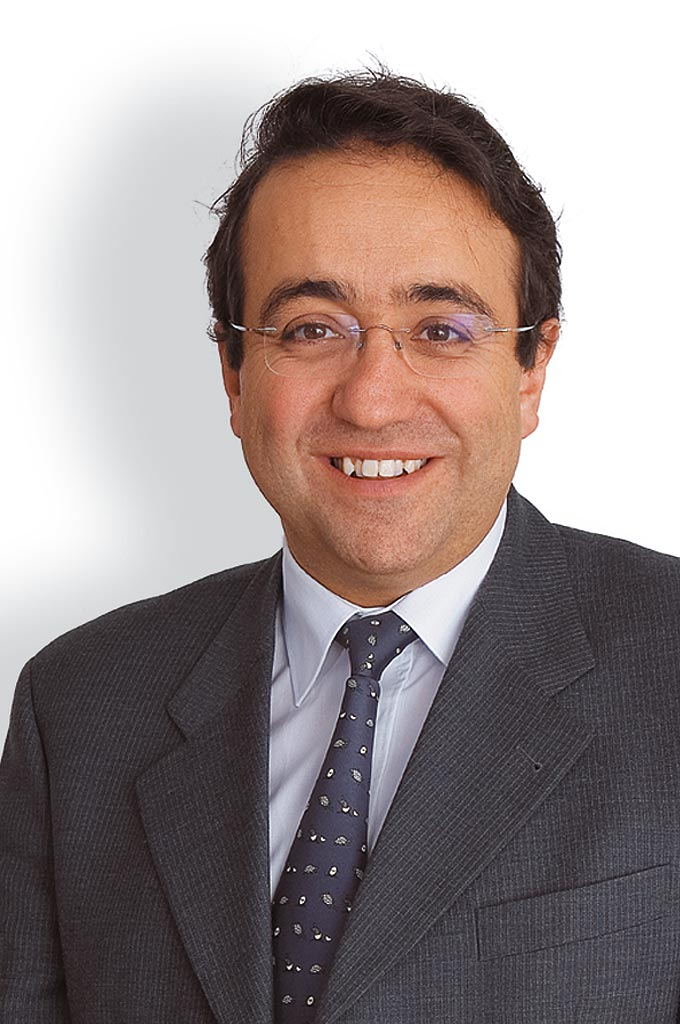
Pascal Broulis (2012)

Pascal Broulis (* 3. April 1965 in Sainte-Croix VD) ist ein Schweizer Politiker (FDP).

## Laufbahn
Broulis begann seine Karriere in der waadtländischen Hypothekarbank und der Banque Cantonale Vaudoise. 2000 bis 2002 war er stellvertretender Direktor (Logistikabteilung) der Banque Cantonale Vaudoise.
Seine politische Karriere begann er als Gemeinderat in Sainte-Croix. 1990 wurde er in den Grossen Rat und 2002 in den Staatsrat des Kantons Waadt gewählt. Er wurde dreimal (2007, 2012, 2017) wiedergewählt. Im Staatsrat war er für das Finanzdepartement und (zusätzlich seit 2007) für das Departement des Äussern verantwortlich. Im Jahr 2006 und in der anschliessenden Legislaturperiode 2007 bis 2012 präsidierte er die Waadtländer Regierung. Bei den Staatsratswahlen 2022 trat er nicht mehr an.
Am 6. August 2009 kündigte Broulis seine Kandidatur als Nachfolger von Pascal Couchepin in den Bundesrat an. Gewählt wurde schliesslich Didier Burkhalter.
In den Wahlen 2023 wurde er im zweiten Wahlgang in den Ständerat gewählt.

## Bücher
- Le Petit Broulis illustré. Éditions Presse du Belvédère, Sainte-Croix 2006, ISBN 978-2-88419-089-3.
- L’impôt heureux. En 150 anecdotes. Favre, Lausanne 2011, ISBN 978-2-8289-1248-2.
- Fragile pouvoir. En 262 anecdotes. Éditions Mon Village, Sainte-Croix 2016, ISBN 978-2-88194-343-0.